# Artemisia lucentica
Artemisia lucentica és una espècie de planta amb flors del gènere Artemisia dins la família de les asteràcies nativa de la Península Ibèrica.

## Morfologia
És una mata llenyosa aromàtica. Les tiges amb toment aplicat. Les fulles de 1–4 mm de longitud, blanc-tomentoses, les superiors sovint senceres o subsenceres. Capítols penjollants, hemisfèrics, amples (3–4 mm), normalment en raïms i amb flors nombroses. Involucre d'uns 3 mm de diàmetre. Bràctees obtuses molt escarioses. Les flors grogues.

## Distribució i hàbitat
És un endemisme del sud-est de la península Ibèrica, on es troba en els matolls secs, sòls calcaris o guixencs, formant part de timonedes i matolls baixos una mica nitròfils.

## Taxonomia
Artemisia lucentica va ser descrita per Oriol de Bolòs, Joan Vallès i Josep Vigo i publicat en Fontqueria 14: 9. 1987.

### Citotaxonomia
Nombre de cromosomes d'Artemisia lucentica i tàxons infraespecífics: 2n=18
Els següents noms científics són sinònims d'Artemisia lucentica:
- Artemisia cernua Dufour ex Willk. & Lange
- Artemisia cernuiflora Dufour ex Willk. & Lange
- Artemisia hispanica Weber ex Stechm.
- Artemisia hispanica Lam.
- Artemisia radicans C.Sm. ex DC.
- Artemisia ramosa Lag. ex Willk. & Lange
- Artemisia seriphium Pourr. ex Willk. & Lange